# Agnes de Gorizia-Tirol
Agnes de Gorizia-Tirol (d. 14 mai 1293) fost soția margrafului de Meißen, landgraf de Turingia.

## Biografia
Agnes de Gorizia-Tirol a fost fiica lui Meinhard al II-lea de Gorizia-Tirol și a Elisabetei de Bavaria. Ea a fost sora lui Otto al III-lea, ducele Carintiei, Henric de Carintia și a Elisabetei de Gorizia-Tirol.
Agnes s-a căsătorit la Viena cu Frederic I de Meißen (1257 – 1323), margraf de Meißen și landgraf de Turingia. Ea a murit la scurt timp după nașterea fiului lor, Frederic cel Șchiop (n. 9 mai 1293 – d. 13 ianuarie 1315, Zwenkau). Frederic I de Meißen s-a căsătorit din nou pe 24 august 1301.